# سلحفاة معينية الظهر
سلحفاة المعينية الظهر (الاسم العلمي: Malaclemys terrapin) هي نوع من أنواع السلاحف التي تتخذ من المستنقعات الساحلية ذات المياه المالحة في شرق وجنوب الولايات المتحدة موطنًا لها. وهي تنتمي إلى الجنس أحادي النوع المعروف باسم Malaclemys. وهي تتميز بأنها تمتلك واحدًا من أكبر نطاقات السلاحف في أمريكا الشمالية، حيث يمتد نطاق تواجدها من فلوريدا كيز إلى كيب كود.

## التسمية
الاسم «terrapin (السلحفاة)» مأخوذ من كلمة بلغة الغنقوين (Algonquian) وهي torope. وهي تستخدم للإشارة إلى سلحفاة Malaclemys في اللغة الإنجليزية البريطانية واللغة الإنجليزية الأمريكية. وقد استخدم هذا الاسم في الأصل من قبل المستوطنين الأوروبيين الأوائل في أمريكا الشمالية للإشارة إلى سلاحف المياه المالحة التي لم تكن تسكن مواطن المياه العذبة ولا البحار. وهي تحتفظ بهذا المعنى الرئيسي لها في الإنجليزية الأمريكية. أما في الإنجليزية البريطانية، على النقيض من ذلك، فإنه يمكن استخدام نفس هذه الكلمة للإشارة إلى أنواع السلاحف شبه المائية، مثل السلحفاة المنزلقة ذات الأذن الحمراء.

## الوصف

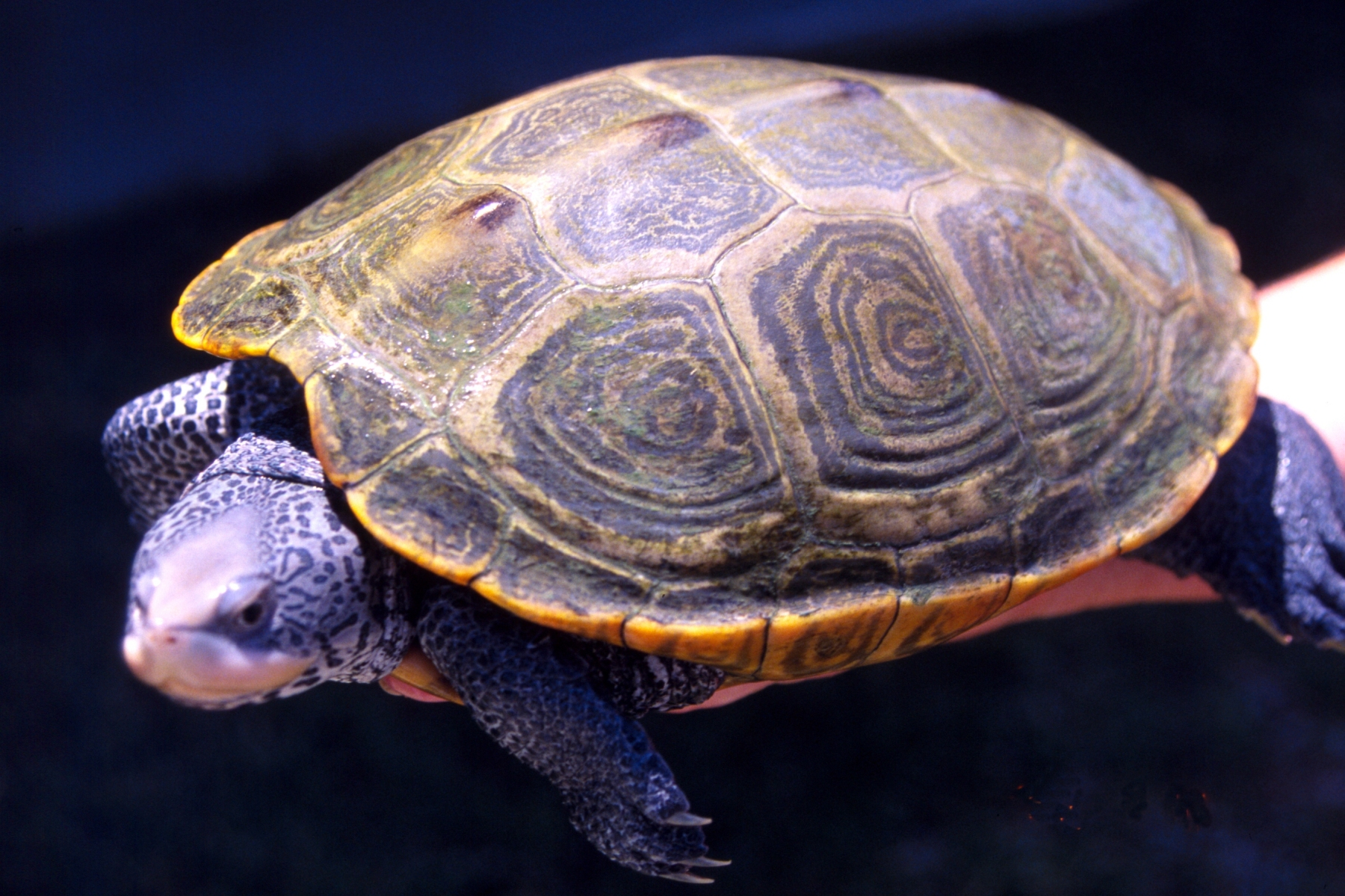
صورة السلحفاة ذات ظهر المعين، تظهر أشكال المعين الموجودة على ظهر السلحفاة

يشير الاسم العام إلى أشكال المعين الموجودة على الصدفة (الدرع الحيوي)، إلا أن النمط والأشكال الإجمالية والألوان تختلف بشدة. وغالبًا ما تكون الصدفة أعرض من الخلف بشكل أكبر من الأمام، ومن أعلى، تظهر كما لو كانت ذات شكل مستدق. ويمكن أن تختلف ألوان الصدفة من درجات اللون البني إلى درجات اللون الرمادي، ويمكن أن يكون لون جسم السلحفاة رماديًا أو بنيًا أو أصفر أو أبيض. وكلها تحتوي على نمط فريد من العلامات أو البقع السوداء على الجسم والرأس. وتتميز السلحفاة ذات ظهر المعين بالقدم المكفف الكبير. وهذا النوع ثنائي الجنس حيث تنمو الذكور حتى 13 سـم (5.1 بوصة)، في حين تنمو الإناث إلى ما متوسطه 19 سـم (7.5 بوصة)، رغم أنها يمكن أن تنمو إلى أطوال أكبر. وأكبر أنثى تم العثور عليها كانت أطول من 23 سـم (9.1 بوصة) بقليل. وتميل العينات المأخوذة من المناطق التي تكون درجة الحرارة فيها دافئة بشكل دائم إلى أن تكون أكبر من تلك المأخوذة من المناطق الشمالية الأكثر برودة. ومتوسط وزن ذكور السلحفاة ذات ظهر المعين هو 300 غ (11 أونصة)، في حين أن وزن الإناث يكون تقريبًا 500 غ (18 أونصة). أما الإناث كبيرة الحجم فيمكن أن يصل وزنها إلى 1,000 غ (35 أونصة).

## وصلات خارجية
- Video of a Diamondback Terrapin in Ocean City, NJ, 20 June 2010.
- Jonathan's Diamondback Terrapin World
- Malaclemys Gallery
- Species Malaclemys terrapin at The Reptile Database

## قائمة المصادر
- Conant، Roger (1975). A Field Guide to Reptiles and Amphibians of Eastern and Central North America (ط. 2nd). Boston: Houghton Mifflin.
- Smith، Hobart Muir؛ Brody، E.D. (1982). Reptiles of North America, A Guide to Field Identification. New York: Golden Press.